# Bombardeos de Damasco y Homs
Los bombardeos de Damasco y Homs fueron una serie de ataques aéreos coordinados por Donald Trump, expresidente de los Estados Unidos, con la colaboración militar del presidente Emmanuel Macron de Francia y la primera ministra Theresa May del Reino Unido, contra la República Árabe Siria sin la aprobación del Consejo de Seguridad de la ONU. Los ataques se efectuaron el 14 de abril de 2018, motivados por el supuesto ataque químico de Duma —los países occidentales culpan al gobierno del presidente Bashar al-Ásad y la Coalición RSII de ser los culpables—.
Desde la perspectiva de Estados Unidos, el ataque se desarrolló como consecuencia de la incapacidad de Rusia (miembro de la Coalición RSII y aliado de al-Ásad) de frenar el uso de armas químicas por parte del gobierno sirio.
Los ataques de los países occidentales se dieron un día después de que la ciudad de Damasco sufriera una cantidad considerable de bombardeos de mortero por parte de los rebeldes sirios desde el este de Guta, que dejó varios muertos.
La mañana del mismo día de los bombardeos, el gobierno de Siria comunicó que el ataque era una clara violación a la soberanía de su país, y Rusia confirmó que el ataque traería «consecuencias». Estados Unidos argumentó que estos ataques fueron «más duros» que los de 2017 en Shayrat, pero que fueron un «solo disparo» para enviar un «mensaje fuerte al presidente de ese país, Bashar al-Ásad».

## Antecedentes
El 7 de abril de 2018, un supuesto ataque químico en la ciudad siria de Duma se habría saldado con al menos 70 personas muertas. El incidente provocó la condena generalizada de varias naciones. El ataque generó un debate del Consejo de Seguridad de la ONU sobre cómo manejar la respuesta al presunto ataque químico.

## Acciones militares

### Fuerzas involucradas
Los ataques fueron llevadas a cabo en conjunto por las fuerzas de los Estados Unidos, el Reino Unido y Francia. Los ataques fueron realizados por misiles de crucero en barcos y por aviones. Las fuerzas británicas consistieron en cuatro Tornado GR4 armados con misiles Storm Shadow.
Siria respondió usando sus sistemas de defensa aérea.

### Ataques

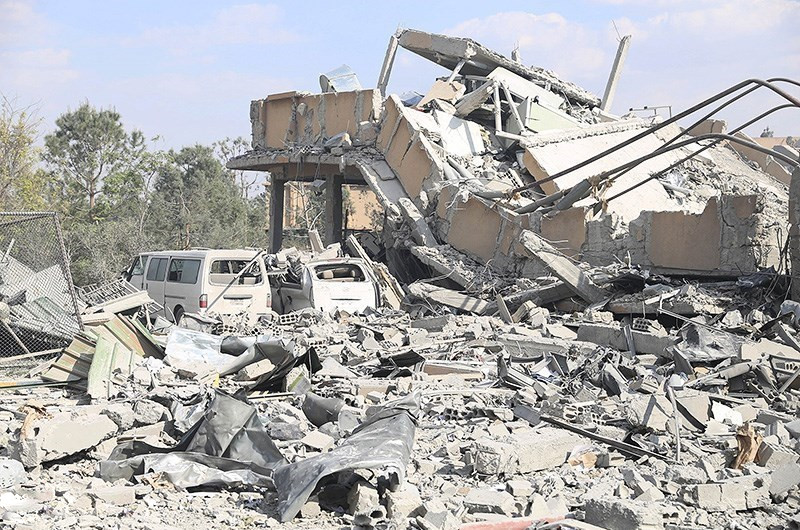
Casas destruidas por ataques con misiles Aliados, 14 de abril de 2018.

El presidente Trump anunció ataques contra el gobierno sirio junto con sus aliados, Francia y el Reino Unido. Trump declaró que "Estados Unidos no busca una presencia indefinida en Siria bajo ninguna circunstancia", al tiempo que señaló que era posible una serie sostenida de ataques. Las explosiones se escucharon en Damasco, la capital de Siria, justo después del anuncio de Trump.
Se atacaron tres sitios: un centro de investigación en Damasco, una instalación de almacenamiento de armas químicas cerca de Homs, y una instalación de almacenamiento de equipos y un puesto de mando también cerca de Homs. El Ministerio de Defensa del Reino Unido informó que 4 RAF Panavia Tornados habían sido desplegados para atacar sitios de armas químicas en Homs, Siria.
También se informó que había sido bombardeada una base de Hezbolá cerca de la frontera sirio-libanesa.
James Mattis en una conferencia de prensa del Pentágono dijo que se usó el doble de armas en el ataque inicial que en el ataque con misiles a Shayrat de 2017.[cita requerida]